# NGC 1208
NGC 1208 ist eine Linsenförmige Galaxie vom Hubble-Typ S0/a im Sternbild Eridanus südlich des Himmelsäquators. Sie ist schätzungsweise 193 Millionen Lichtjahre von der Milchstraße entfernt und hat einen Durchmesser von etwa 110.000 Lichtjahren.

Im selben Himmelsareal befinden sich u. a. die Galaxien NGC 1182, NGC 1206, NGC 1214, IC 1880.
Das Objekt wurde am 10. Januar 1785 von dem Astronomen William Herschel entdeckt.